# あすはデートなのに、今すぐ声が聞きたい
「あすはデートなのに、今すぐ声が聞きたい」（あすはデートなのに、いますぐこえがききたい）は、スマイレージのインディーズ2ndシングル。2009年9月23日に発売された。

## 収録曲
1. あすはデートなのに、今すぐ声が聞きたい
  - 作詞・作曲：つんく　編曲：AKIRA
2. あすはデートなのに、今すぐ声が聞きたい (Instrumental)

## シングルV
2009年10月6日に発売された、上記作品のシングルDVD。

### 収録内容
1. あすはデートなのに、今すぐ声が聞きたい (MUSIC CLIP)
2. メイキング映像

特典
- 「2009年秋季エッグ研修発表会〜女優宣言〜」会場購入特典[1]
  - A5サイズ8ページ仕様「S/mileage Guide2」

## 参加メンバー
- 1期：和田彩花、前田憂佳、福田花音、小川紗季

## 参加ミュージシャン
あすはデートなのに、今すぐ声が聞きたい
- プログラミング：AKIRA
- コーラス：スマイレージ

## カバー
- あがた森魚×ルアン - トリビュートアルバム『シューティング スター』（2024年11月11日発売）に収録。